# لانه‌کن بیرد
لانه‌کن بیرد (نام علمی: Trogon bairdii) نام یک گونه از سرده لانه‌کن‌های اصلی است.